# M'hamed Kouadri
M'hamed Kouadri  (en arabe : محمد قوادري) ou Saydina M'hamed Kouadri  (en arabe : سي محمد قوادري) Al Cherif, né le 1er décembre 1892 à Fès, et mort en 1964 à Ténès, est un prince Qadiri, médecin major et poète arabe francophone.

## Biographie
Descendant direct de l'Émir Abdelkader, Saydina M'hamed, Al cherif, Kouadri appartient à la lignée des Qadiri, répandu dans tout le Monde arabe.
M'Hamed Kouadri suit des études à la Faculté de médecine de l'université d'Alger et travaille au Maroc, à Fès en tant que médecin major, (« tabeb el arbi », littéralement médecin arabe). Il participe à ce titre à des campagnes de vaccination contre la variole, et compose un poème dans lequel  il célèbre la vaccination.
Poète reconnu, il gagne à plusieurs reprises le concours de l'Académie des Jeux floraux du Languedoc à Lamalou-les-Bains (en français). Le président sénégalais Léopold Sédar Senghor soigné par M'Hamed Kouadri tandis qu'il était tirailleur dans l'armée française en Algérie, lui exprime sa reconnaissance dans l'un de ses poèmes.

M'Ahmed Kouadri épouse la princesse Oum Cheikh Ben Bouali, cousine de Hassiba Ben Bouali, de la famille des cheikhs de l'Ouarsenis. Sidi M'Ahmed kouadri est décédé à Ténès en 1964, après l'indépendance de l'Algérie.

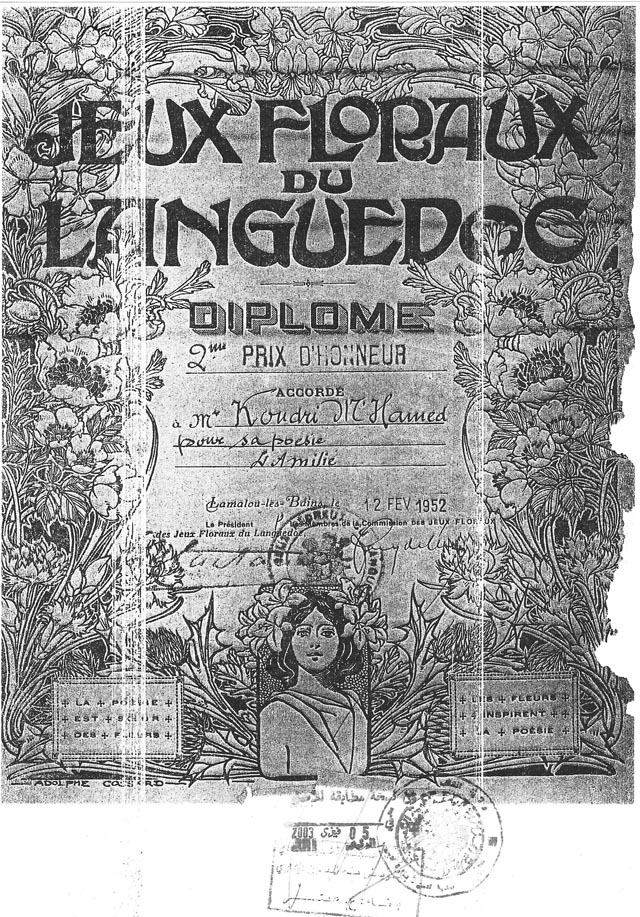
Diplôme des Jeux Floraux du Languedoc,12 février 1952.
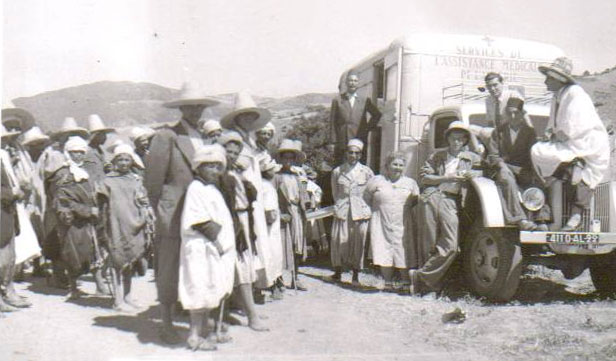
Debout sur le camion Kouadri M'hamed (le poète) qui servait d'interprète et de médecin